# Dilomprizulike
Dilomprizulike (estat d'Enugu, 1960) és un artista nigerià centrat en l'escultura, la performance i la pintura. Conegut també com El drapaire d'Àfrica, Dilomprizulike va estudiar art a la Universitat de Nigèria, Nsukka, i un Màster en Belles Arts a la Universitat de Dundee, Escòcia. Entre 1988 i 1989, Dilomprizulike va treballar com a professor d'art a Ekenwa Barracks, Benin, i entre 1989 i 1995, a la Universitat de Benin, Nigèria. L'obra de Dilomprizulike es caracteritza per reciclar i transformar roba vella i altres residus que troba pels carrers de diverses ciutats africanes i crear escultures, instal·lacions i performances en les que vol reflectir la situació marginal de molts pobles africans. Dilomprizulike ha impartit conferències i ha exposat a nivell nacional i internacional. Destaca la seva participació en la mostra Àfrica Remix de la Hayward Gallery de Londres el 2005. També ha estat artista resident en diferents institucions com ara l'Artist Village de Detroit, Estats Units (2007), el Victoria and Albert Museum de Londres (2005), l'Scottish Sculpture Workshop de Lumsden, Escòcia (1998), o el Heinrich-Böll-Stiftung de Bonn, Alemanya (1995-96). Dilomprizulike també és conegut per crear el “Junkyard Museum of Awkward Things” a Lagos. Actualment, viu i treballa entre Soest, Alemanya, i Lagos, Nigèria.